# Ritual (musikalbum av Keith Jarrett)
Ritual från 1982 är ett album med samtida konstmusik skriven av Keith Jarrett och framförd av Dennis Russell Davies.

## Låtlista
Alla musik är skriven av Keith Jarrett.
1. Ritual – 18:37
2. Ritual [forts] – 13:25

## Medverkande
- Dennis Russell Davies – piano